# Ginsu
Ginsu est une marque de couteaux, vendus en marketing direct via des campagnes d'infopublicité dans les années 1970 aux États-Unis